# LS Indústria e Comércio de Produtos de Fiberglass
 LS Indústria e Comércio de Produtos de Fiberglass  war ein brasilianischer Hersteller von Automobilen.

## Unternehmensgeschichte
Das Unternehmen aus São Paulo begann 1978 mit der Produktion von Automobilen. Der Markenname lautete Rebelde. Etwa 1981 endete die Produktion. Insgesamt entstanden nur wenige Fahrzeuge.
Es bestand keine Verbindung zur gleichnamigen brasilianischen Automarke Rebelde, die in den 1990er Jahren vertrieben wurde.

## Fahrzeuge
Das einzige Modell ähnelte dem Jeep. Die Basis bildete ein Fahrgestell von Volkswagen do Brasil. Darauf wurde eine offene Karosserie aus Fiberglas montiert. Sie hatte zwei Türen und bot Platz für vier Personen. Auf einer Anzeige von 1978 sind runde Scheinwerfer erkennbar. Es existiert aber auch ein Foto von 1981 mit eckigen Scheinwerfern. Ein luftgekühlter Vierzylinder-Boxermotor im Heck trieb die Hinterräder an.